# Symmachia praxilla
Espèce
Symmachia praxilla est un insecte lépidoptère appartenant à la famille  des Riodinidae et au genre Symmachia.

## Taxonomie
Symmachia praxilla a été décrit par John Obadiah Westwood en 1851, puis a été mise en synonymie avec Symmachia probetor, mais elle est proposée à retrouver le rang d'espèce distincte,..

## Description
Caractérisée par la présence d'une virgule translucide costale à l'aile antérieure, Symmachia praxilla est un papillon aux ailes antérieures à bord costal très bossu, de couleur marron taché de blanc avec près de l'apex des antérieures une courte ligne submarginale orange.
Le revers est semblable.

## Écologie et distribution
Symmachia praxilla est présent dans le sud du Brésil.

### Protection
Pas de statut de protection particulier.